# Belonocnemis
Belonocnemis is een geslacht van rechtvleugeligen uit de familie veldsprinkhanen (Acrididae). De wetenschappelijke naam van dit geslacht is voor het eerst geldig gepubliceerd in 1914 door Bolívar.

## Soorten
Het geslacht Belonocnemis  is monotypisch en omvat slechts de volgende soort:
- Belonocnemis elegantulus (Bolívar, 1914)